# 安倍宗行
安倍 宗行（あべ の むねゆき、生没年不詳）は、平安時代前期の貴族。大納言・安倍安仁の子。官位は従五位上・河内守。

## 経歴
清和朝にて大炊助を経て、貞観6年（864年）正月に従五位下に叙爵し、3月に勘解由次官に任ぜられる。翌貞観7年（865年）正月に早くも周防守として地方官に転じるが、同年3月には鋳銭長官を兼ねている。のち散位を経て、貞観12年（870年）備後守に任ぜられている。
その後、陽成朝までに従五位上・近江権介に叙任されると、仁和2年（886年）河内守と陽成朝から光孝朝にかけても引き続き地方官を務めた。

## 官歴
『日本三代実録』による。
- 時期不詳：大炊助
- 貞観6年（864年） 正月7日：従五位下。3月8日：勘解由次官
- 貞観7年（865年） 正月27日：周防守。3月19日：兼鋳銭長官
- 貞観12年（870年） 正月25日：備後守
- 時期不詳：従五位上。近江権介
- 元慶2年（878年） 4月2日：次侍従
- 仁和2年（886年） 正月16日：河内守

## 系譜
- 父：安倍安仁[1]
- 母：多治氏